# Lydia Jeruto Lagat
Lydia Jeruto Lagat (* 23. November 2000) ist eine kenianische Mittel- und Langstreckenläuferin, die sich auf Strecken zwischen 800 und 5000 Meter spezialisiert hat.

## Sportliche Laufbahn
Erste internationale Erfahrungen sammelte Lydia Jeruto Lagat bei den Jugendweltmeisterschaften 2017 in Nairobi, bei denen sie in 2:02,06 min die Silbermedaille hinter ihrer Landsfrau Jackline Wambui gewann. Im Jahr darauf erreichte sie bei den U20-Weltmeisterschaften in Tampere das Halbfinale, in dem sie mit 2:04,59 min ausschied. Bei den Crosslauf-Weltmeisterschaften 2019 in Aarhus wurde sie in 21:44 min Zehnte in der U20-Wertung und sicherte sich mit dem Team die Silbermedaille hinter den Äthiopierinnen. Anschließend gewann bei den Juniorenafrikameisterschaften in Abidjan in 2:04,78 min die Bronzemedaille. Im August belegte sie bei den Afrikaspielen in Rabat in 15:43,56 min den sechsten Platz im 5000-Meter-Lauf. 2024 belegte sie bei den Afrikaspielen in Accra in 4:14,14 min den siebten Platz über 1500 Meter.

## Persönliche Bestzeiten
- 800 Meter: 2:01,58 min, 2. September 2018 in Padua
- 1500 Meter: 4:07,02 min, 13. Mai 2023 in Nairobi
  - 3000 Meter (Halle): 8:49,28 min, 28. Januar 2024 in Val-de-Reuil
- 5000 Meter: 15:28,1 min, 22. Juni 2019 in Nairobi